# Глазуновка (Свердловская область)
Глазуновка — деревня в городском округе Верхотурский Свердловской области. Управляется Красногорским территориальным управлением Администрации городского округа Верхотурский.

## История
Деревня основана в начале XVII века как поселение стрельцов. Название дано по фамилии основателей Глазуновых.
В 1918 году в районе деревень Глазуновка и Путимка, где находилась переправа через реку Тура, проходили ожесточённые бои на Верхотурском направлении в ходе гражданской войны.

## География
Населённый пункт расположен на правом берегу реки Тура в 10 километрах на юго-восток от административного центра округа — города Верхотурье.

### Часовой пояс
Глазуновка как и вся Свердловская область, находится в часовой зоне МСК+2. Смещение применяемого времени относительно UTC составляет +5:00.

## Население
| Год  | Численность | Численность |
| ---- | ----------- | ----------- |
| 1873 | 109         | [ 5 ]       |
| 2002 | 67          | [ 6 ]       |
| 2010 | 51          | [ 7 ]       |
| 2021 | 9           | [ 1 ]       |

## Инфраструктура
Деревня разделена на две улицы - Новая, Проезжая.